# Jaljala (Sankhuwasabha)
Jaljala – gaun wikas samiti we wschodniej części Nepalu w strefie Kośi w dystrykcie Sankhuwasabha. Według nepalskiego spisu powszechnego z 2001 roku liczył on 1067 gospodarstw domowych i 5748 mieszkańców (2943 kobiet i 2805 mężczyzn).